# Sophia (Vorname)
Sophia ist ein weiblicher Vorname.

## Herkunft und Bedeutung
Der Name Sophia geht auf die griechische Vokabel σοφία sofía „Weisheit“ zurück. Die Bezeichnung Ἁγία Σοφία Hagía Sofía „Heilige Weisheit“ wurde in der Antike zunächst als Beschreibung von Jesus Christus, dann gelegentlich als Kirchenname verwendet. Schließlich entwickelte er sich zu einem Frauennamen, der sich als Heiligenname verbreitete.

## Verbreitung
Der Name Sophia ist international verbreitet.
In den USA war er im ausgehenden 19. und beginnenden 20. Jahrhundert mäßig beliebt. In den 1920er Jahren geriet er außer Mode. Schließlich stieg die Popularität des Namens in drei Etappen wieder an. Zunächst in den 1960er Jahren, dann ums Jahr 1980er und schließlich in den 1990er Jahren. Seit 1997 zählt Sophia zu den 100 beliebtesten Mädchennamen. Seine Beliebtheit nahm weiter zu, bis er in den Jahren 2011, 2012 und 2013 an der Spitze der Vornamenscharts stand. Im Jahr 2021 belegte er Rang 6 der Hitliste. Ein ähnliches Bild zeigt sich in Kanada. Hier zählt der Name seit 2007 zur Top-10 der Vornamenscharts, die Spitzenposition erreichte der Name dabei nicht. Im Jahr 2019 belegte Sophia Rang 5. Auch in Australien und Neuseeland gehört Sophia seit den 1990er Jahren zu den 100 meistgewählten Mädchennamen. Zuletzt belegte er in Australien Rang 12 und in Neuseeland Rang 25 der Hitliste (Stand 2021).
Auch im Vereinigten Königreich zählt Sophia zu den beliebtesten Mädchennamen. In England und Wales hat der Name sich unter den 100 beliebtesten Mädchennamen etabliert und belegte im Jahr 2020 Rang 10 der Hitliste. In Nordirland schaffte es der Name im Jahr 2021 ebenfalls auf Rang 10. In Schottland belegte der Name im selben Jahr Rang 12 der Hitliste.
In Österreich zählt Sophia seit 2001 zu den 50 meistgewählten Mädchennamen. Als höchste Platzierung erreichte er Rang 5 (2016). Zuletzt belegte er Rang 11 der Hitliste (Stand 2021). Auch in der Schweiz hat sich der Name in der Top-50 der Vornamenscharts etabliert. Im Jahr 2020 belegte der Name Rang 19 der Hitliste.
In Deutschland stieg der Name Sophia seit den 1980er Jahren in den Vornamenscharts auf. In den 1990er Jahren etablierte er sich unter den 100 beliebtesten Mädchennamen und stieg in den 2010er Jahren an die Spitze der Vornamenscharts auf. Als bislang höchste Platzierung erreichte er im Jahr 2017 Rang 2 der Hitliste. Im Jahr 2021 stand Sophia auf Rang 3. Auf der Liste der beliebtesten Folgenamen belegte er Rang 5 (Verhältnis: 1:0,41). Besonders häufig wird der Name in Süddeutschland gewählt, dort steht er an der Spitze der Hitliste.

## Varianten
- Armenisch: Սոֆի Sofí
- Bulgarisch: София Sofija
- Dänisch: Sofia, Sofie
  - Diminutiv: Sonja, Vivi
- Deutsch: Sophia, Sofia, Sophie, Sofie
  - Diminutiv: Sonja, Sonje, Vieck(e) (Niederdeutsch)
- Englisch: Sophia, Sophie, Sophy
  - Diminutiv: Sonia, Sonya, Sophy
- Estnisch: Sofia
  - Diminutiv: Viivi
- Finnisch: Sofia, Sohvi
  - Diminutiv: Sonja, Viivi
- Französisch: Sophie
- Georgisch: სოფიო Sopio
- Griechisch: Σοφία Sofía
- Isländisch: Soffía
  - Diminutiv: Sonja
- Italienisch: Sofia
  - Diminutiv: Sonia
- Kroatisch: Sofija
  - Diminutiv: Sonja
- Lettisch: Sofija
- Litauisch: Sofija
- Mazedonisch: Софија Sofija
  - Diminutiv: Соња Sonja
- Niederländisch: Sofie, Sophie
  - Diminutiv: Fieke, Sonja
- Norwegisch: Sofia, Sofie
  - Diminutiv: Sonja, Vivi
- Polnisch: Zofia
  - Diminutiv: Sonia, Zosia
- Portugiesisch: Sofia
  - Diminutiv: Sonia
- Rumänisch: Sofia
  - Diminutiv: Sonia
- Russisch: София Sofija, Софья Sofja
  - Diminutiv: Соня Sonja
- Serbisch: Софија Sofija
  - Diminutiv: Соња Sonja
- Schwedisch: Sofia, Sofie
  - Diminutiv: Sonja, Vivi
- Slowakisch: Sofia, Žofia
  - Diminutiv: Soňa
- Spanisch: Sofía
  - Katalanisch: Sofia
  - Diminutiv: Sonia
- Tschechisch: Sofie, Žofie
  - Diminutiv: Soňa
- Ukrainisch: Софія Sofija
- Ungarisch: Szofi, Szófia, Zsófia
  - Diminutiv: Szonja, Zsófika, Zsóka

## Namenstage
- 15. Mai: nach Sophia von Rom
- 24. Mai: nach Sophie Barat
- 7. Juni: nach Sophie-Thérèse de Soubiran
- 3. September: nach Sophia von Minden

## Namensträgerinnen
Aufgrund der Fülle an Namensträgerinnen kann hier nur eine Auswahl aufgeführt werden.

### Sophia
- Sophia (Byzanz) (530–601), Ehefrau des oströmischen Kaisers Justin II.
- Sophia (Gandersheim) (975–1039), Tochter Ottos II. und der Theophanu, war Äbtissin der Frauenstifte Gandersheim und Essen
- Sophia Adriana de Bruijn (1816–1890), niederländische Kunstsammlerin und Museumsgründerin
- Sophia von Formbach (um 1050/55 – nach 1088), deutsche Königin und Gräfin von Salm
- Sophia von Griechenland (* 1938), Königin von Spanien
- Sophia von Minsk (um 1140–1198), Königin von Dänemark
- Sophia von Raabs († 1218), letzte Nachfahrin des fränkischen Hochadelsgeschlechts von Raabs und Gattin von Friedrich III. von Zollern
- Sophia von Ungarn (um 1050–1095), Tochter von König Béla I.

- Sophia Bush (* 1982), US-amerikanische Schauspielerin
- Sophia Loren (* 1934), italienische Schauspielerin
- Sophia Münster (* 1998), deutsche Nachwuchsschauspielerin
- Sophia Poznanska (1906–1942), polnisch-jüdische Résistance-Kämpferin
- Sophia Santi (* 1981), kanadische Pornodarstellerin
- Sophia Schneider (* 1997), deutsche Biathletin
- Sophia Thiel (* 1995), deutsche Bloggerin
- Sophia Thomalla (* 1989), deutsche Fernsehschauspielerin
- Sophia Flörsch (* 2000), deutsche Automobilrennfahrerin

### Sofia
Einzelname:
- Sofia von Litauen (1371–1453), Großfürstin von Moskau
- Sofia Jagiellonka (1464–1512), durch Heirat mit Friedrich II. Markgräfin von Brandenburg-Kulmbach und Brandenburg-Ansbach
- Sofia Alexejewna (1657–1704), Regentin von Russland
- Sofía de Borbón y Ortiz (Infantin Sofia von Spanien) (* 2007), Tochter von Prinz Felipe von Spanien und Prinzessin Letizia von Spanien

Vorname:
- Sofia Bisgaard (* 2002), dänische Volleyball- und Beachvolleyballspielerin
- Sofia Bryant (* 1999), amerikanisch-finnische Schauspielerin
- Sofia Carson (* 1993), US-amerikanische Schauspielerin
- Sofia Coppola (* 1971), US-amerikanische Regisseurin
- Sofia Falkovitch (* 1980), deutsche Kantorin (Mezzosopran)
- Sofia Goggia (* 1992), italienische Skirennläuferin
- Sofia Gubaidulina (1931–2025), russische Komponistin
- Sofia Ionescu (1920–2008), rumänische Neurochirurgin
- Sofia Lövgren (* 1990), schwedische Pokerspielerin
- Sofia Lundberg (* 1974), schwedische Schriftstellerin
- Sofia Polcanova (* 1994), österreichische Tischtennisspielerin

### Sofija
- Sofija Daubaraitė (* 1951), litauische konservative Politikerin und Journalistin
- Sofija Dmitrijewna Lyschina (* 2002), russische Handballspielerin
- Sofija Alexandrowna Malosjomowa (1845–1908), russische Pianistin und Hochschullehrerin
- Sofija Medić (* 1991), serbische Volleyballspielerin
- Sofija Walerjewna Nadyrschina (* 2003), russische Snowboarderin
- Sofija Novoselić (* 1990), kroatische Skirennläuferin
- Sofija Jakowlewna Parnok (1885–1933), russische Dichterin und Übersetzerin
- Sofija Stanislawowna Posdnjakowa (* 1997), russische Säbelfechterin
- Sofija Rotaru (* 1947), russische und ukrainische Sängerin und Schauspielerin moldawischer Herkunft
- Sofija Andrejewna Rudjewa (* 1990), russisches Model und Miss Russland 2009
- Sofija Paatowna Schewardnadse (* 1978), russisch-georgische Korrespondentin und Fernseh-Moderatorin
- Sofija Stepanowna Schtscherbatowa (1798–1885), russische Hofdame, Philanthropin und Mäzenin

### Sofja
- Sofja Alexandrowna Alexejewa (* 2003), russische Freestyle-Skierin
- Sofja Sacharowna Fedortschenko (1888–1957), russische Krankenschwester, Schriftstellerin und Kinderbuchautorin
- Sofja Wjatscheslawowna Fjodorowa (* 1998), russische Snowboarderin
- Sofja Alexandrowna Janowskaja (1896–1966), russische Mathematikhistorikerin und Philosophin der Mathematik
- Sofja Wassiljewna Kallistratowa (1907–1989), sowjetisch-russische Anwältin und Menschenrechtlerin
- Sofja Iossifowna Kondakowa (1922–2012), sowjetisch-russische Eisschnellläuferin
- Sofja Wassiljewna Kowalewskaja (1850–1891), russische Mathematikerin
- Sofja Jewgenjewna Lansere (* 2000), russische Tennisspielerin
- Sofja Albertowna Otschigawa (* 1987), russische Boxerin
- Sofja Olegowna Palkina (* 1998), russische Hammerwerferin
- Sofja Wladimirowna Panina (1871–1956), russische Philanthropin, Mäzenin und Politikerin sowie eine der ersten russischen Feministinnen
- Sofja Lwowna Perowskaja (1853–1881), russische Revolutionärin
- Sofja Sergejewna Proswirnowa (* 1997), russische Shorttrackerin
- Sofja Wjatscheslawowna Samodurowa (* 2002), russische Eiskunstläuferin
- Sofja Andrejewna Schuk (* 1999), russische Tennisspielerin
- Sofja Alexandrowna Smirnowa (* 1988), russische Freestyle-Skierin
- Sofja Gitmanowna Spasskaja (1901–1962), russisch-sowjetische Bildhauerin
- Sofja Dmitrijewna Tichonowa (* 1998), russische Skispringerin
- Sofja Andrejewna Tolstaja (1844–1919), russische Schriftstellerin, Ehefrau Leo Tolstois
- Sofja Sergejewna Trubezkaja (1838–1898), russisch-französische Aristokratin und Politikerin
- Sofja Alexandrowna Welikaja (* 1985), russische Säbelfechterin